# Triga

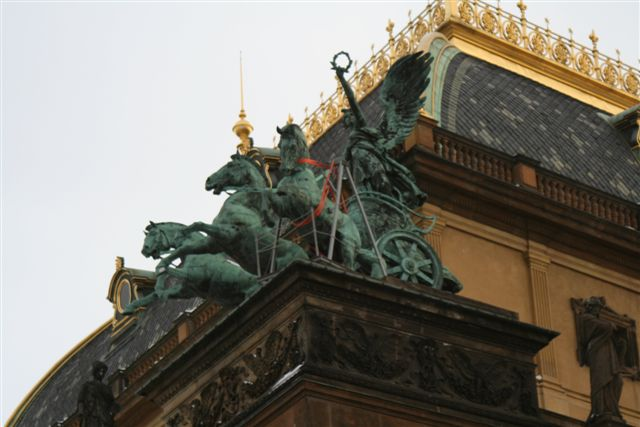
Triga na Národním Divadle v Praze

Triga je označení antického trojspřeží, podobným slovem kvadriga pak označujeme antické čtyřspřeží s malým dvoukolovým vozíkem, jenž byl v antickém umění často zobrazován jako vozidlo antických bohů, například jako vozidlo bohyně vítězství Niké.

## Historie
Jednalo se o zvláštní typ zápřahu, kdy koně byli zapřaženi v řadě vedle sebe do povozu s relativně malým a lehkým dvoukolovým vozíkem. Vůz pak řídil jezdec (vozataj), který na vozíku při jízdě stál respektive řídil jej ve stoje. Oproti běžnému dvojspřeží bylo ovládání tří nebo čtyř koní samozřejmě podstatně obtížnější, nehledě na to, že vozataj musel projevoval značnou dávku fyzické zdatnosti a osobní obratnosti, aby během jízdy z vozíku nespadl. U kvadrigy navíc prý byli oba krajní koně k vozíku připoutáni pouze provizorně provazem, což ovládání čtyř zvířat najednou také nijak neusnadňovalo.
Trigy či kvadrigy se v antice používaly jednak pro slavnostní triumfální jízdy (slavností jízdy triumfátorů) tak pro závody v cirku. První závody trig se konaly na 25. olympiádě roku 648 př. n. l. Zde soutěžily i bigy (dvojice koní) a kvadrigy.  Lehký dvoukolový vozík nebyl příliš stabilní a v ostrých zatáčkách antických hippodromů a cirků se pak také prý často stávalo, že se během závodů vůz překlopil – viz známý historický americký velkofilm Ben Hur.

## Trojka
Trojspřeží velmi podobné antickým trigám pak známe také z Ruska, kdy zápřah tří koní vedle sebe vešel do povědomí pod termínem trojka. Nicméně postroje jakož i celkové technické řešení zápřahu je však u trojky oproti původním antickým trigám značně odlišné. Navíc v klimatických podmínkách ruské zimy se zápřah tzv. trojky používá nejen pro kočárové bryčky, ale také pro saně tažené koňmi. Trojka se saněmi je české veřejnosti dobře známa, mimo jiné, také například z populárního ruského filmu Mrazík, kdy tento typ zápřahu používá filmová postava Ivan.

## Umělecký námět
V období renesance, kdy přišly opět do obliby různé antické motivy, se do výtvarného umění vrátily i původní trigy a kvadrigy coby námět některých obrazů či soch (viz například sousoší trigy se sochou bohyně Niké na střeše Národního divadla v Praze, Braniborská brána a mnoho dalších míst).